# Осипов Іван Павлович
Іва́н Па́влович О́сипов (1855—1918) — хімік, заслужений професор, письменник, громадський та просвітницький діяч.

## З життєпису
Закінчив курс в 2-й харківській гімназії. 1877 року закінчив Харківський університет, здобув ступінь кандидата фізико-математичних наук, лишився працювати лаборантом. Ще за буття студентом випустив дві роботи — «Про вплив сірчаної кислоти на алгілен» та «Визначення довжини секундного маятника для м. Харкова».
Захистив магістерську та докторську дисертації, здобувши ступінь доктора хімічних наук. Читав курси лекцій з різних розділів хімії.
1906 року перейшов працювати в Харківський технологічний інститут на посаду професора органічної хімії.
Протягом 1915—1918 років — директор (ректор) Харківського технологічного інституту.
Проводив дослідження в царині хімії аналітичної, теоретичної, неорганічної, органічної, фізичної; зокрема термохімії та хімії розчинів, фармакології.
27 років очолював Товариство фізико-хімічних наук при Харківському університеті. Був одним з організаторів та став першим директором Харківського жіночого політехнічного інституту.

## Нагороди
- Орден Святого Володимира 3-го ступеня (1909)[1]
- Орден Святого Станіслава 1-го ступеня (1911)[2]

## Науковий доробок
- «Матеріали щодо питання ізомерії фумарової та малеїнової кислот», 1889, магістерська дисертація
- «Теплота горіння органічних сполук в її відношеннях до явищ голомлогії, ізомерії та конституції», докторська дисертація, 1893.